# Mercat de Sant Pere
El Mercat de Sant Pere, abans anomenat de Pere San, és un edifici modernista del municipi de Sant Cugat del Vallès (Vallès Occidental). Fou projectat per Ferran Cels l'any 1911 a la plaça Major, que actualment s'anomena plaça de Sant Pere. Forma part de l'Inventari del Patrimoni Arquitectònic de Catalunya. Pels voltants de 1920 es construí el primer mercat municipal. Més tard, el 1935 es va ampliar. Amb clares influències de Puig i Cadafalch, l'edifici presenta elements arquitectònics i funcionals propis del modernisme, com l'obra vista, les finestres trapezoïdals, les pilastres i l'ús del ferro. En els terrenys on està situat hi havia l'antiga església parroquial de Sant Pere d'Octavià i el cementiri.

## Descripció
L'edifici original està format per una sola nau a la que se li va afegir una nau més petita a la part posterior destinada a la venda de peix i també un cos adossat a la façana principal destinada a altres utilitzacions. La nau més gran, primera estructura del mercat es caracteritza per a la utilització de l'element constructiu del totxo vist, mitjançant el qual s'han obert finestres a les façanes laterals i a la principal.
Les finestres són de diferent alçada seguint el ritme de la volta de la nau, estan separades en dos pisos per una línia d'impostes. Són tapades amb persianes de ventilació. Les façanes laterals són coronades per un cos que s'alça en forma de merlets motllurats. La decoració amb totxo vist s'alterna amb rajoles de ceràmica de temes florals.

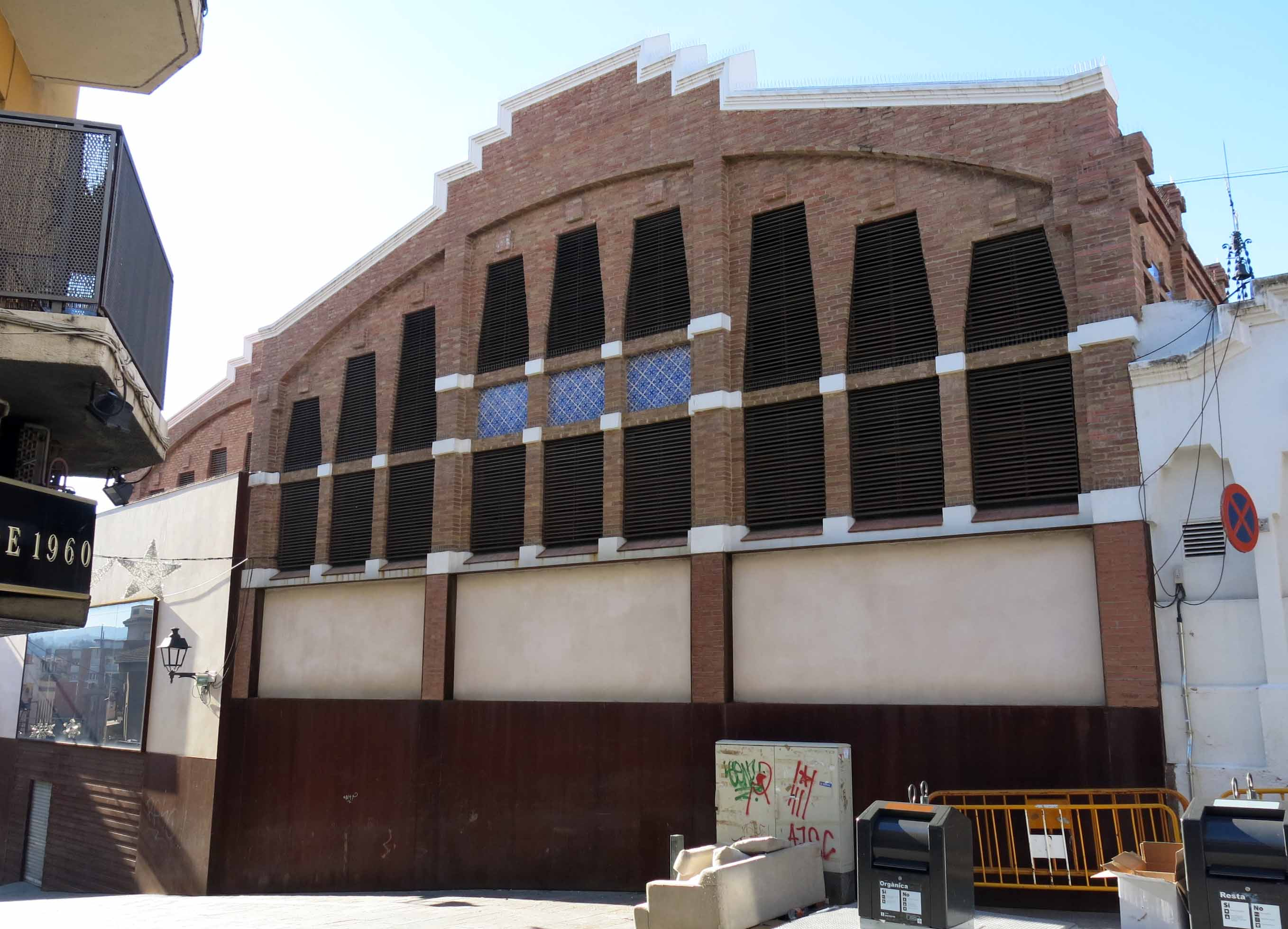
El costat del carrer de l'Endavallada
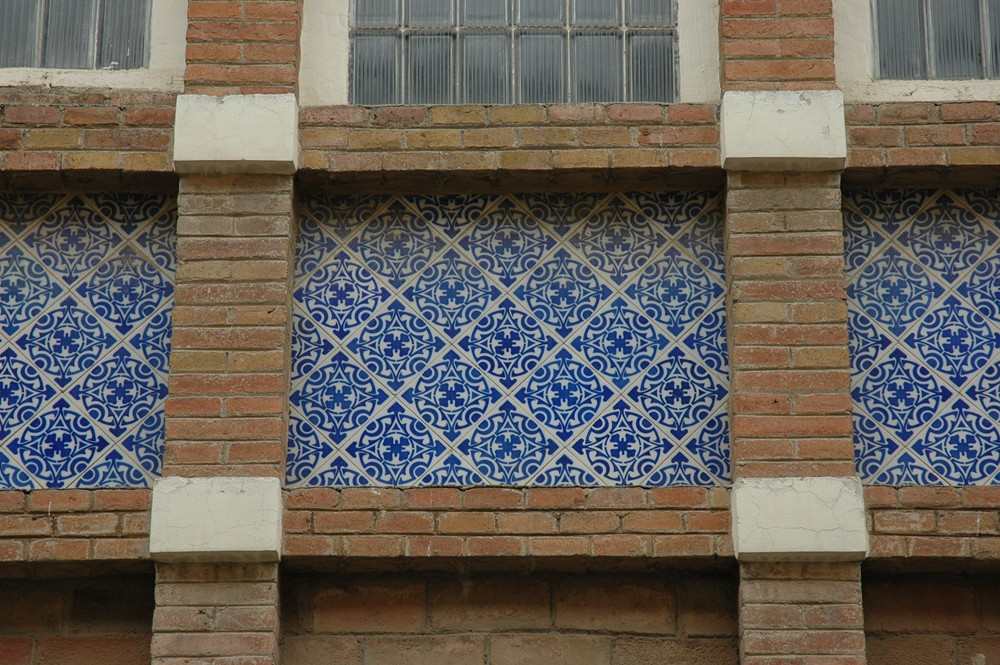
Detall dels plafons de rajoles amb elements florals blaus
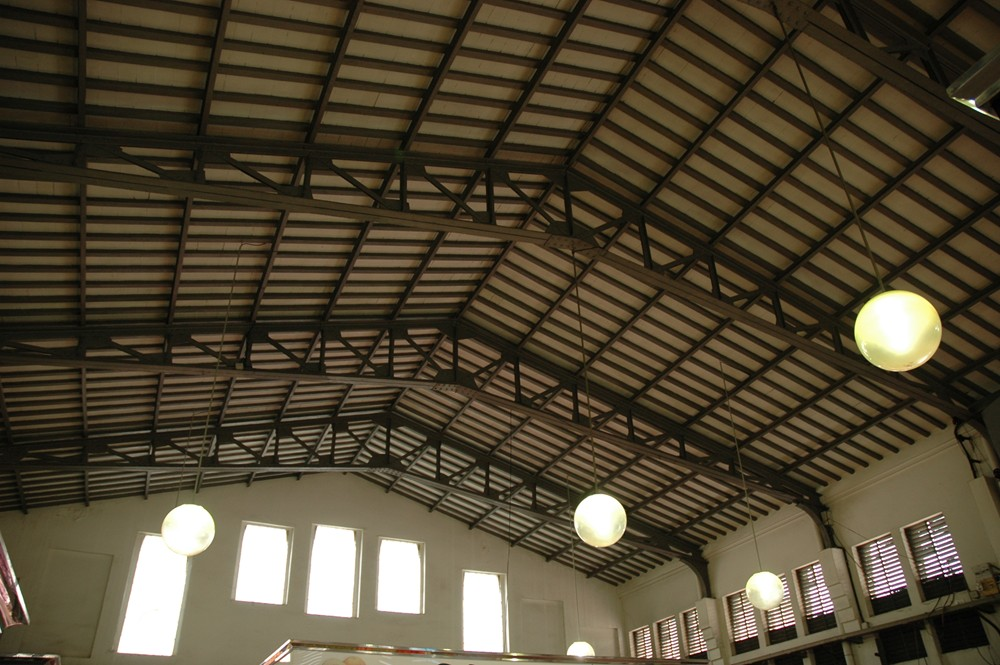
Interior

## Història
L'any 1927, l'arquitecte municipal Enric Móra i Gosc es va encarregar de les obres d'ampliació d'una segona nau que va respectar totes les característiques de l'edifici original. Amb els anys, s'hi han anat fent petites reformes que han respectat sempre l'estructura inicial. L'any 2013 va ser reanomenat de Pere San a Sant Pere per l'error que s'havia comès en traduir-lo dels registres franquistes de la ciutat, que l'havien dut a ser la plaza de Pedro, San.